# Nihon L7P
Nihon L7P проект военно-транспортного самолёта-амфибии Императорского флота Японии периода Второй мировой войны

## История создания
В 1938 году командование ВВС Императорского флота Японии сформулировало спецификации 13-Си на разработку транспортной и пассажирской летающей лодки. 
Коллектив конструкторов фирмы Nihon Hikoki Kabushiki Kaisha (Nippi) под руководством Асахи Цунасима спроектировал самолёт, использовав корпуса американских летающих лодок Fairchild XA-942В, которые были закуплены Японией в 1936 году и использовались морской авиацией под названием LXF-1.
Из за загруженности фирмы работой по проектированию учебного гидросамолета Nippi K8Ni работа над L7P продвигалась медленно. Первый прототип был готов в феврале 1942 года. Испытания, которые прошли в 1-м морском Авиационном арсенале в Камисагури, были неудачны и показали бесперспективность выбранной схемы самолёта. С другой стороны, военные отказались от принятия L7P на вооружение, поскольку изменились требования к самолетам этого типа. Второй прототип самолёта остался недостроенным и был разобран на металл.

## Конструкция
Изначально проект, получивший название Экспериментальный малый транспортный гидросамолет 13-Си (или L7P1), предусматривал цельнометаллический фюзеляж, но в дальнейшем от него отказались, начав изготовление фюзеляжа из металла, а крылья из дерева. Также японцы изменили расположение крыла, разместив его над фюзеляжем. Самолет был оснащен двумя двигателями Nakajima Kotobuki 41 мощностью по 680 л.с.

## ТТХ

### Технические характеристики
- Экипаж: 3
- Длина: 14 м
- Размах крыла: 19,6 м
- Высота: 4,7 м
- Площадь крыла: 50,10 м²
- Профиль крыла:
- Масса пустого: 3 750 кг
- Масса снаряженного:
- Нормальная взлетная масса:
- Максимальная взлетная масса: 5 899 кг
- Двигатель: Nakajima Kotobuki 41
- Мощность: 2x 680 л.с.[1]

### Лётные характеристики
- Максимальная скорость: 332 км/ч
  - у земли:
  - на высоте м:
- Крейсерская скорость: 278 км/ч
- Практическая дальность: 1 600 км
- Практический потолок: 7 100 м
- Скороподъёмность:  м/с
- Нагрузка на крыло: кг/м²
- Полезная нагрузка: до 8 пассажиров[1]